# Tangata manu

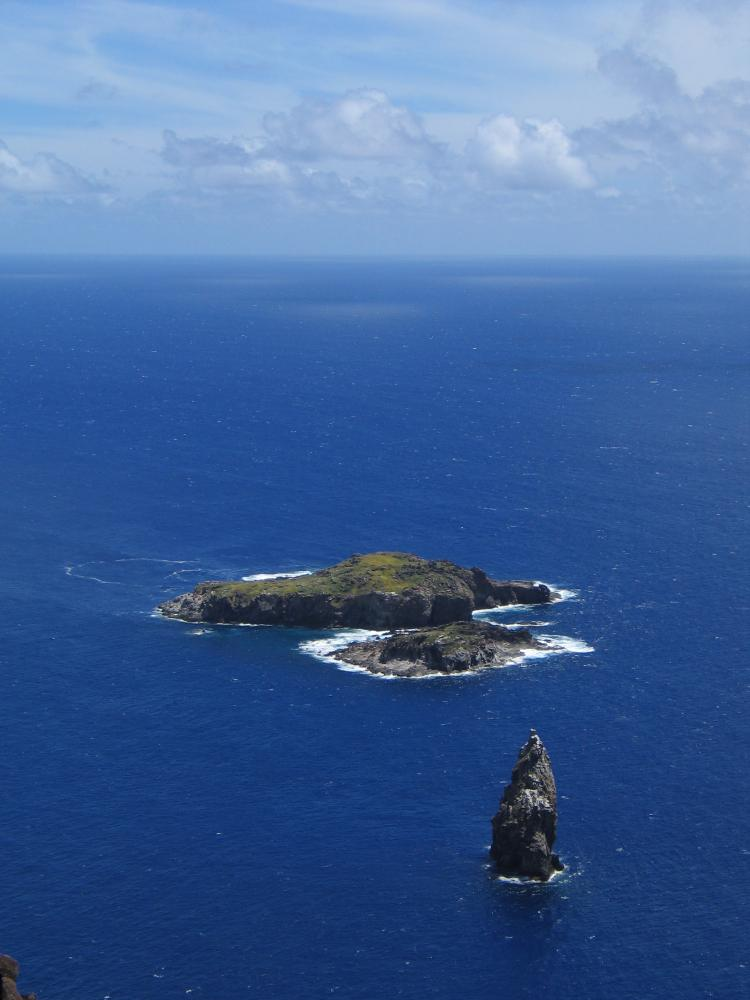
Gli isolotti di Motu Nui, Motu Iti e Motu Kao Kao visti dalla cima di una scogliera alta 250 metri, Orongo.

Il Tangata manu (in lingua rapanui: Taŋata Manu, Uomo Uccello) era il vincitore di una competizione tradizionale su Rapa Nui, l'Isola di Pasqua. Il rituale consisteva in una competizione atletica particolarmente ardua, che si teneva annualmente per raccogliere dal vicino isolotto di Motu Nui il primo uovo deposto dalla manu tara, la sterna fuliginosa (Onychoprion fuscatus), per poi nuotare di nuovo verso l'isola maggiore e scalare i pendii del vulcano Rano Kao, fino al villaggio di Oroŋo.

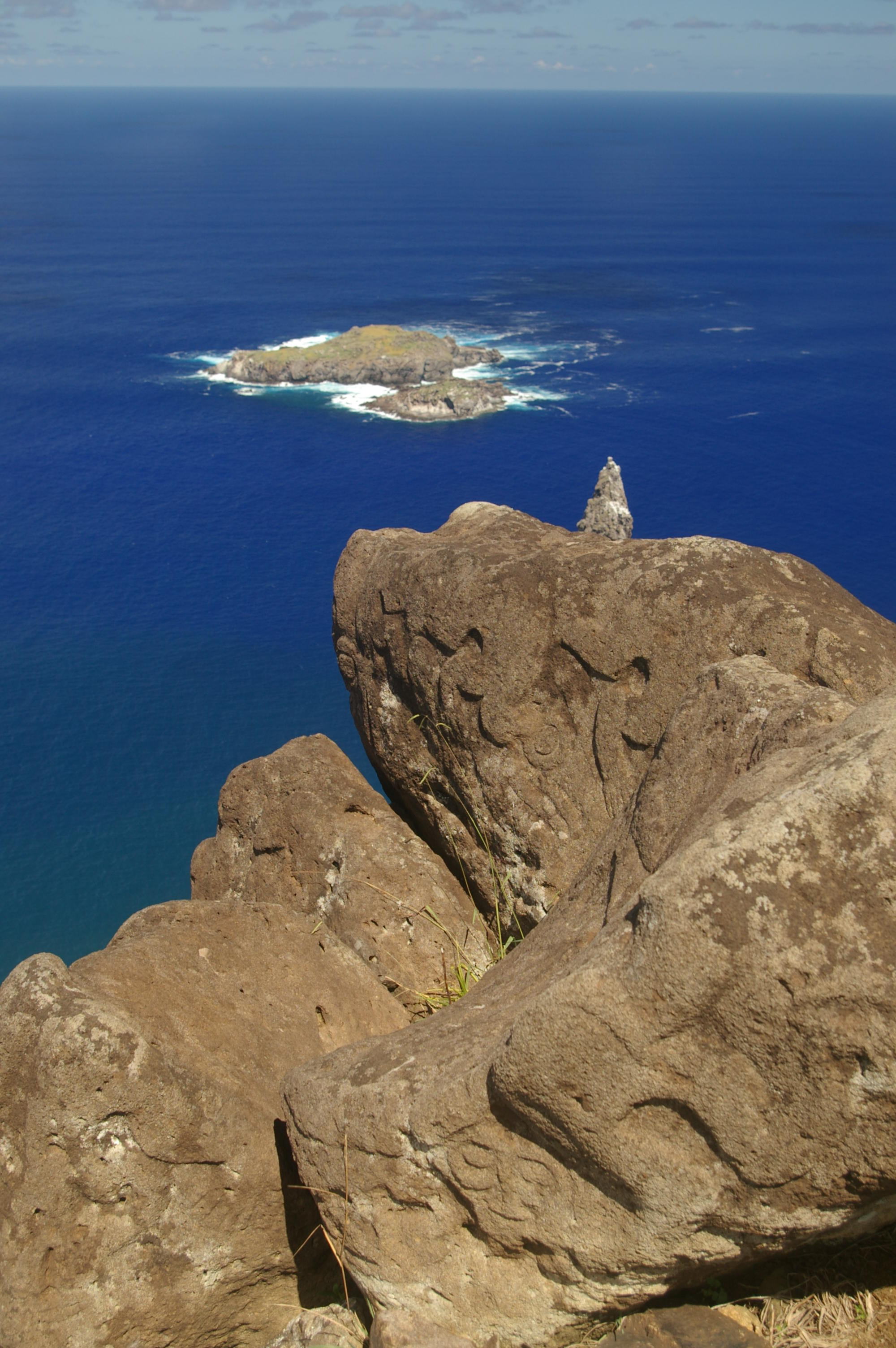
Petroglifi sulla scogliera a Orongo, in fondo Motu Nui.

## Mito
Nella tarda mitologia Rapa Nui, la divinità Makemake era il signore supremo del culto dell'Uomo Uccello, le altre tre divinità associate con lui erano Hava-tū-taketake (Protettore delle uova), sua moglie Vi‘e Hoa, e la dea Vi‘e Kanatea.

## Religione dell'Uomo-uccello
I concorrenti venivano rivelati in sogno o da profezie. Ciascun partecipante doveva nominare un atleta Hopu che nuotasse fino all'isolotto Motu Nui e andasse a prendere un uovo, mentre gli altri concorrenti aspettavano a Oroŋo. La gara era molto pericolosa e molti Hopu venivano uccisi da squali, annegavano o cadevano dalla falesia.
Una volta raccolto il primo uovo, la prova finale per gli sconfitti era tornare a Oroŋo, mentre il vincitore poteva rimanere sul Motu Nui finché non si sentiva spiritualmente pronto a tornare. Al suo ritorno doveva presentare l'uovo al suo protettore, che nel frattempo si era rasato la testa e dipinta di bianco o rosso.
Il vincitore veniva dichiarato Taŋata-manu, e doveva sollevare l'uovo nella sua mano e guidare la processione giù per i pendii del Ranu Kau e dell'Anakena se proveniva dalle tribù dell'ovest, o del Ranu Raraku se proveniva dalle tribù dell'est. Una volta in dimora veniva tapu (reso sacro) per i successivi 5 mesi; gli era permesso di far crescere le unghie e indossare una parrucca di capelli umani.
Al nuovo Uomo-uccello era inoltre dato un nuovo nome, offerte di cibo e altri tributi (tra i quali il privilegio per la sua tribù di essere l'unica a poter raccogliere le uova di uccello e i pulcini dal Motu Nui), e andava in isolamento per un anno in una dimora per cerimonie
Il culto dell'Uomo-uccello fu poi soppresso dai missionari Cristiani intorno al 1860. L'origine del culto e il periodo di nascita sono incerti, come è ignoto anche se il culto rimpiazzasse la precedente religione di origine Moʻai e se coesistesse con essa. Katherine Routledge ha comunque potuto raccogliere i nomi di 86 Taŋata-manu.

## Nella cultura di massa
- Il gruppo musicale Rasputina, nella canzone Oh Bring Back the Egg Unbroken nell'album del 2007, Oh Perilous World, tratta di questa tradizione
- Il film di Hollywood Rapa Nui dà una visione della competizione, sebbene in un contesto storico errato.